# Zoltán Stieber
Zoltán Stieber (pronunciació en hongarès: ˈzoltaːn ˈʃtiːbɛr; nascut el 16 d'octubre de 1988) és un futbolista professional hongarès que juga pel club alemany 1. FC Nürnberg de la 2. Bundesliga cedit per l'Hamburger SV. També és internacional amb la selecció hongaresa de futbol.
Desp´res d'haver començat la seva carrera en diferents equips juvenils hongaresos, Steiber va passar quatre anys al planter de l'Aston Villa FC de la Premier League; posteriorment va marxar a Alemanya, on les seves bones actuacions li van permetre ésser convocat per la selecció hongaresa. El 31 de maig de 2016 es va anunciar que el seleccionador Bernd Storck l'havia inclòs en l'equip definitiu d'Hongria per disputar l'Eurocopa 2016.